# Colomera (kommunhuvudort)
Colomera är en kommunhuvudort i Spanien.   Den ligger i provinsen Provincia de Granada och regionen Andalusien, i den södra delen av landet, 300 km söder om huvudstaden Madrid. Colomera ligger 857 meter över havet och antalet invånare är 1 544.
Terrängen runt Colomera är huvudsakligen kuperad, men söderut är den platt. Terrängen runt Colomera sluttar söderut. Runt Colomera är det ganska tätbefolkat, med 166 invånare per kvadratkilometer. Närmaste större samhälle är Pinos Puente, 13,7 km söder om Colomera. Omgivningarna runt Colomera är i huvudsak ett öppet busklandskap.